# 裴瑗
裴瑗（467年—539年），字珍宝，河东郡闻喜县（今山西省运城市闻喜县）人，北魏、东魏官员。

## 生平
裴瑗是裴延俊的族人，太和年间，家族所居地分出归属河北郡。裴瑗少年时孤苦贫穷，但能够刻苦发奋，自强自立，太守司马悦征召他出任中正。司马悦为别将，率领军队征讨义阳，引荐裴瑗出任中兵参军。裴瑗日夜勤劳，很受司马悦的信任。北魏军队返回后，裴瑗出任奉朝请，转任给事中，又出任汝南王元悦的郎中令。元悦花费钱财没节制，每次国俸一发放下来，一天之内就纵情赏赐发放。裴瑗每次照例获得许多赏赐，总是辞多受少，等到元悦用度虚竭时，还把钱财拿出来给他。元悦虽然性格变化莫测，但对裴瑗很是赞赏喜爱。元悦升任太尉，请裴瑗出任太尉从事中郎，裴瑗转任骁骑将军。魏孝明帝元诩末年，裴瑗外任汝南郡太守，没有上任，转任太原郡太守。遇到魏孝明帝去世，尔朱荣初次谋划前往洛阳，裴瑗参与了谋划，封五原县开国子，食邑三百户。很快裴瑗代理并州刺史，转任平北将军、殷州刺史。魏孝静帝元善见初年，裴瑗出任卫将军、东雍州刺史。兴和元年（539年），裴瑗去世，虚岁七十三。

## 其他
晋阳修造城墙时，刘仁之负责监造工匠的服役，因为进度稍微慢了一点，就杖打前任殷州刺史裴瑗和并州刺史王绰，高欢大加谴责刘仁之。

## 儿子
- 裴夷吾，东魏武定末年官至徐州骠骑府长流参军